# Anna de Quintana
Anna Catharina de Quintana, född 1668, död 1755, var en nederländsk skådespelare och teaterdirektör. 
Hon var dotter till Jacques de Quintana, 'commissair des montres' (kommissionären för mönstringen), och Marie Catharina du Cellier (d. 1669). Anna de Quintana gifte sig med Jacob van Rijndorp (1663-1720), skådespelare och teaterchef, i Haag 1692.
Anna de Quintana växte upp i en rik katolsk familj i Bryssel. Hennes make ägde teatrarna i Haag och Leiden samt var ledare för det teatersällskap, "Compagnie van de Haagse en Leidse Schouwburgen", som uppträdde på dessa teatrar och turnerade runt om somrarna. Hon blev verksam som skådespelare vid makens företag, liksom deras döttrar Maria van Rijndorp (1694), Isabella van Rijndorp (1695) och Adriana van Rijndorp (1698). 
När hennes make avled år 1720 tog hon över teatrarna i Haag och Leiden som direktör. Hon gjorde sin dotter Isabella till med-direktör i driften av Leiden-teatern, och sin dotter Maria till ledare för det kringresande teatersällskapet som turnerade i Holland. Omkring 1730 tvingades hon lägga ned teatern i Leiden, Leidse Schouwburg, och det kringresande teatersällskapet. Hon behöll teatern i Haag men hyrde ut den: främst till ett franskt teatersällskap, Franse Comedie (1749-1793), men även till Amsterdamse Schouwburg. 
Anna de Quintana avled blind men rik i Leiden. 